# سیارک ۷۷۲۳
سیارک ۷۷۲۳ (به انگلیسی: 7723 Lugger، نامگذاری:1952QW) هفت هزار و هفتصد و بیست و سومین سیارک کشف شده‌است که در ۲۸ اوت ۱۹۵۲ کشف شد.